# Wacław Czachórski
Wacław Czachórski (ur. 17 lutego 1905 w Złynce, zm. ?) – polski działacz państwowy i inżynier górnictwa, podsekretarz stanu w Ministerstwie Przemysłu Ciężkiego (1957–1963), wiceprzewodniczący Komitetu Nauki i Techniki (1963–1971).

## Życiorys
Syn Stanisława i Stanisławy. W 1925 ukończył II Szkołę Realną w Krakowie, a w 1936 Wydział Górniczy Akademii Górniczo-Hutniczej w Krakowie. Pomiędzy 1935 a 1936 zastępca kierownika robót górniczych w Kopalni Rudy Cynkowo-Ołowianej „Nowa Helena” w Szarleju (Piekarach Śląskich), potem do 1939 w Kopalni Węgla Kamiennego „Michał” w Michałkowicach, gdzie awansował od sztygara oddziałowego do kierownika robót kamiennych. We wrześniu 1939 uczestniczył w walkach z III Rzeszą w ramach Ochotniczy Batalion Obrony Lublina jako porucznik rezerwy piechoty. Po przybyciu do Lwowa pracował jako starszy inżynier i wicenaczelnik Wydziału Technicznego w Truście Budowy Kopalń „Lwowszachtostroj” (1939–1941) i kierownik sztolni w kopalni węgla brunatnego w Kozakach (1941–1944). Po wkroczeniu Armii Czerwonej powrócił na poprzednie stanowisko do „Lwowszachtostroju”.
W maju 1945 powrócił do Polski, osiedlając się pod Olkuszem. Pracował jako dyrektor techniczny w Zjednoczeniu Przedsiębiorstw Wiertniczo-Górniczych Przemysłu Węglowego w Bytomiu i Katowicach (1945–1950), naczelny inżynier i dyrektor techniczny Centralnego Zarządu Budownictwa Węglowego w Katowicach (1950–1953). W paździwerniku 1953 objął stanowisko dyrektora generalnego ds. górnictwa w Ministerstwie Hutnictwa. Jako bezpartyjny od marca 1957 do lipca 1963 pozostawał podsekretarzem stanu w Ministerstwie Przemysłu Ciężkiego. Następnie od lipca 1963 do lutego 1971 pełnił funkcję zastępcy przewodniczącego Komitetu Nauki i Techniki. W latach 1956–1981 był wiceprzewodniczącym Państwowej Rady Górnictwa.

## Odznaczenia
Odznaczony m.in. Orderem Sztandaru Pracy I klasy (1969), Złotym Krzyżem Zasługi (1950), Krzyżem Oficerskim Orderu Odrodzenia Polski (1955) i Medalem 10-lecia Polski Ludowej (1955).